# ایوب پورتقی
ایوب پورتقی (زادهٔ ‎۱۱ دی ۱۳۵۱ - درگذشته ۷ مهر ۱۴۰۰) بوکسور اهل ایران بود.